# Преріаль
Преріа́ль (фр. prairial фр. вимова: [pʁɛʁjal], від prairie — «лука», «луг») — дев'ятий місяць (20/21 травня — 18/19 червня) французького республіканського календаря, що діяв з жовтня 1793 по 1 січня 1806 року.
Як і всі місяці французького республіканського календаря, преріаль складався з 30 днів, що поділялися на 3 декади. Кожен день мав назву сільськогосподарської рослини, крім п'ятого та десятого дня, що мали назву свійської тварини або сільськогосподарського приладу відповідно.